# Batalla de La Ventana
El Combate de La Ventana fue un enfrentamiento entre las tropas realistas del Amazonas y los patriotas de Chachapoyas, ocurrido el 10 de septiembre de 1822.

## Antecedentes
Tras la proclamación de la independencia de Maynas, y su proclamación de integración a la naciente República Peruana. Los remanentes españoles del amazonas, comandados por Santiago Cárdenas, salieron desde el Putumayo hasta llegar a Moyobamba y tomar la ciudad. Fusilando en la plaza de armas de la misma a los patriotas que allí se encontraban, entre los que resaltaba Domingo de Alvariño, gobernador patriota de Maynas. Desde Moyobamba, Cárdenas partió con un contingente de 1000 soldados realistas para tomar las ciudades de Chachapoyas y Cajamarca.

## El combate
En el camino a Chachapoyas, el comandante Cárdenas se encontró con la expedición patriota de Reaño y Arriola, quienes tenían órdenes de avanzar hasta re-capturar Moyobamba para el bando patriota. El combate se daría en un paraje ubicado a ocho leguas de la ciudad, desde donde se podía visualizar la inmensidad del río Mayo.
Los españoles se atrincherarían en aquel paraje, pero finalmente serían desalojados por los hombres de Reaño, quienes sufrirían tan solo una baja.

## Consecuencias
Este sería el primero de una serie de tres combates que verían la derrota de los hombres de Cárdenas en su intención de avanzar hacia Chachapoyas, quienes finalmente serían derrotados en la batalla de La Habana.